# (32773) 1986 TD
1986 تي دي (ويعرف أيضًا باسم (32773) 1986 تي دي وفق تسمية الكوكب الصغير) (بالإنجليزية: 1986 TD)‏ هو كويكب ضمن حزام الكويكبات؛ وترتيبه 32773 من حيث الاكتشاف.
اكتُشف هذا الجُرم الفلكي بواسطة ميلان أنتال في 5 أكتوبر 1986.

## وصلات خارجية
- (32773) 1986 TD في قاعدة بيانات مختبر الدفع النفاث لأجرام النظام الشمسي الصغيرة

- الاكتشاف · مخطط المدار ·  العناصر المدارية · المعلمات المادية

- (32773) 1986 TD على موقع ويكي سكاي: DSS2, SDSS, GALEX, IRAS, Hydrogen α, X-Ray, Astrophoto, Sky Map, Articles and images